# آن أكيكو مايرز
آن أكيكو مايرز (بالإنجليزية: Anne Akiko Meyers)‏ هي موسيقية أمريكية، ولدت في 15 مايو 1970 في سان دييغو في الولايات المتحدة.

## وصلات خارجية
- الموقع الرسمي
- آن أكيكو مايرز على موقع ميوزك برينز (الإنجليزية)
- آن أكيكو مايرز على موقع أول ميوزيك (الإنجليزية)
- آن أكيكو مايرز على موقع ديسكوغز (الإنجليزية)